# 3R41

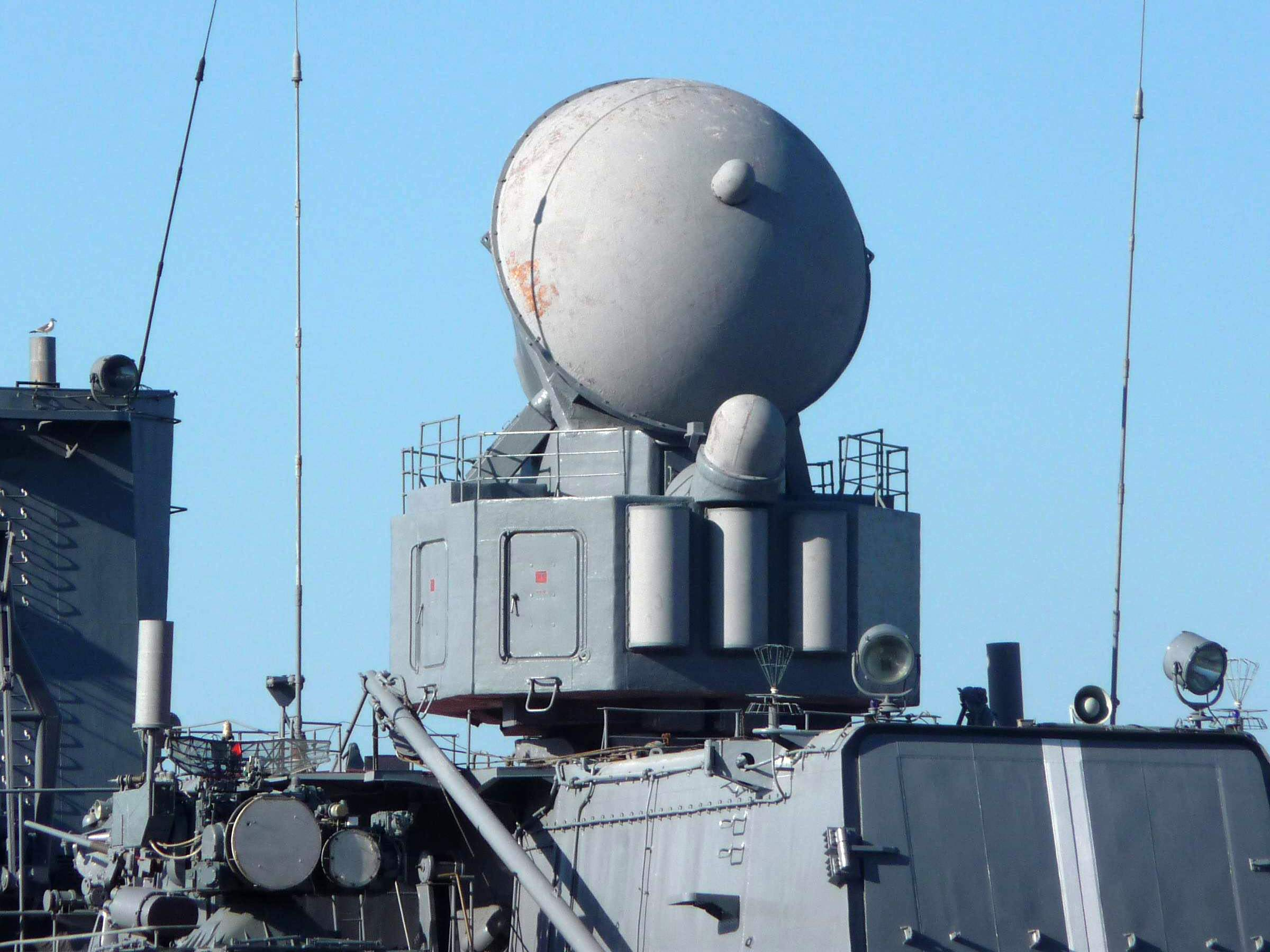
3R41 레이다의 모습이다.

3R41은  러시아가 개발한 회전식 레이다로, 미사일 순양함에 탑재되어 사용된다. NATO 코드명은 'Top Dome'이라고 한다.

## 스펙

### 레이다 성능
- 탐지거리 : 100km
- 밴드 종류 : X/J 밴드
- 탑재함 : 키로프급 미사일 순양함, 슬라바급 미사일 순양함, 카라급 순양함
- 제조국 :  러시아

### 레이다 탐지거리
- 최대 탐지거리 : 100km
- 전투기 : 75km

## 같이 보기
- FCS-3
- AN/SPY-1
- SMART-L
- SAMPSON
- 키로프급 미사일 순양함